# Tematangi
Tematangi is een atol in de eilandengroep van de Tuamotuarchipel (Frans-Polynesië). Het atol behoort tot de gemeente  Tureia. In 2017 was het eiland door 61 mensen permanent bewoond.

## Geografie
Tematangi ligt 121 km ten westen van het atol Moruroa, 227 km ten zuidwesten van Tureia en 985 km ten zuidoosten van Tahiti. Het is grofweg driehoekig, met een lengte van 11,5 km en een breedte van 7 km. Het landoppervlak bedraagt 7,7 km². Er is een lagune met oppervlakte van 61 km², zonder bevaarbare doorgang naar zee. 
Het atol ontstond rond de top van een vulkaan die 44,6 tot 47,4  miljoen jaar geleden 3495 meter van de zeebodem oprees.
Het eiland ligt op de globe bijna precies tegenover de heilige plaats Mekka, daardoor is het voor moslims de vraag in welke kibla (windrichting) zij zich moeten buigen voor de salat (dagelijkse gebeden). 

## Geschiedenis
De eerste Europeaan die melding van het eiland maakte was de Britse ontdekkingsreiziger Philip Carteret op 11 juli 1767. Rond 1850 werd het eiland Frans territorium; er woonden toen ongeveer 20 mensen. De bevolking is nu voornamelijk geconcentreerd in het dorp Tuihana in het westen. Het agrarisch bruikbare land is merendeels beplant met kokospalmplantages, waarvan het patroon met Google Earth (2005) duidelijk zichtbaar is. Het winnen van kopra is een belangrijke economische activiteit. Het eiland heeft geen start- en landingsbaan.

## Ecologie
Er komen 32 vogelsoorten voor waaronder zes soorten van de Rode Lijst van de IUCN waaronder de hendersonstormvogel (Pterodroma atrata) en endemische soorten zoals de tuamotukarekiet (Acrocephalus atyphus).